# Rutherford, New Jersey

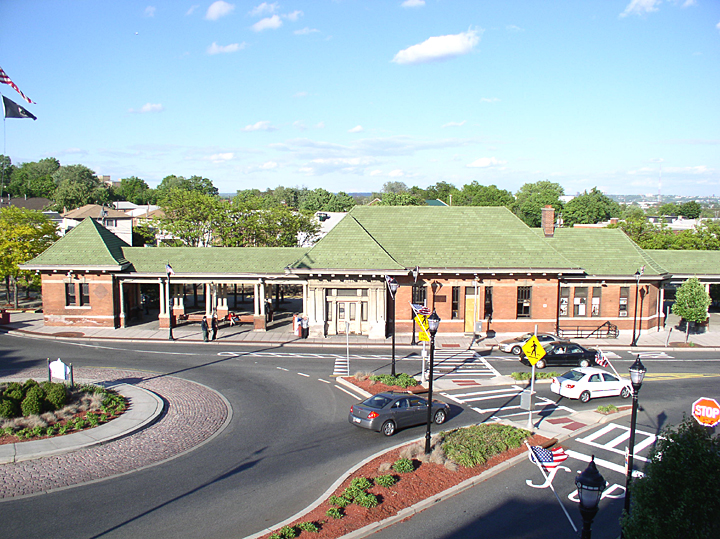
Järnvägsstationen i Rutherford.

Rutherford är en tätort i Bergen County i New Jersey i USA. Enligt den nationella folkbokföringen år 2000 är invånarantalet 18 110. Rutherford ligger strax utanför New Yorks stadsgräns, 13 km från Midtown.

## Kultur
Poeten William Carlos Williams (1883–1963) föddes och dog i Rutherford. I större delen av sitt vuxna liv hade han en läkarmottagning i sitt hem, på 9 Ridge Road, i hörnet av Park Avenue, samtidigt som han upptogs av sina litterära projekt.